# Мой парень из зоопарка
«Мой парень из зоопарка» (англ. Zookeeper — «Рабочий по уходу за животными») — фильм режиссёра Фрэнка Корачи 2011 года.

## Сюжет
Сюжет перекликается с фильмом «Ночь в музее», только события фильма разворачиваются в зоопарке. Гриффин, работник зоопарка (Кевин Джеймс), обнаруживает, что звери разговаривают человеческим голосом. Звери обожают его и, видя, что он переживает из-за своего одиночества, помогают ему наладить отношения с девушкой (Лесли Бибб). Однако, одним из её требований к Гриффину является уход из зоопарка на более престижную и высокооплачиваемую работу в автосалоне. Ради неё он совершает этот поступок, но вскоре понимает, что это не та жизнь, которую он хотел. Он расстается с девушкой, возвращается в зоопарк и понимает, что любит ту (Розарио Доусон), которая несколько лет работала с ним бок о бок.

## В ролях
- Кевин Джеймс — Гриффин
- Розарио Доусон — Кейт
- Лесли Бибб — Стефани
- Кен Джонг — Веном

## Роли озвучивали
- Адам Сэндлер — мартышка Дональд
- Сильвестр Сталлоне — лев Джо
- Шер — львица Джанет
- Джон Фавро — медведь Джером
- Фейзон Лав — медведь Брюс
- Джудд Апатоу — слон Барри
- Майя Рудольф — жираф Молли
- Бас Рюттен — волк Себастьян
- Дон Риклс — лягушка

## Производство
Фильм снимался в Бостоне с 17 августа 2009 года по 30 октября 2009 года.
В других странах фильм называется:
- Германия — нем. Der Zoowärter
- Венгрия — венг. A gondozoo
- Испания — исп. Zooloco
- Литва — лит. Zoologijos sodo priziuretojas
- Украина — укр. Зоонаглядач
- Первоначально в России планировался к выпуску под названием «Хранитель зоопарка»[3].

## Прокат
Дата выхода в прокат в Канаде, Мексике и США: 8 июля 2011 года, в Кувейте, России и Чили: 21 июля 2011 года, во Вьетнаме и Индии: 23 сентября 2011 года, в Аргентине: 29 сентября 2011 года.